# Asymmetrione asymmetrica
Asymmetrione asymmetrica är en kräftdjursart som först beskrevs av Sueo M. Shiino 1933.  Asymmetrione asymmetrica ingår i släktet Asymmetrione och familjen Bopyridae. Inga underarter finns listade i Catalogue of Life.